# Star Box (X Japan-album)
A Star Box az X Japan japán heavymetal-együttes válogatásalbuma, mely 1999. január 30-án jelent meg a Sony Music kiadásában és újramaszterelt felvételeket, valamint koncertfelvételeket tartalmaz. A lemez 4. helyezett volt az Oricon slágerlistáján.

## Számlista
1. Kurenai (紅?)
2. Joker (1992, élő)
3. Blue Blood
4. Endless Rain
5. Miscast
6. Celebration
7. Love Replica
8. Xclamation
9. Week End (1992, élő)
10. Silent Jealousy
11. X (1992, élő)
12. Say Anything